# تشنتشغوان
تشنتشغوان (بالهانغل: 춘추관 وبالهانجا: 春秋館، ويعني: مكتب المؤرخين) هو أحد المكاتب الإدارية في عهد مملكة جوسون في كوريا. المكتب هو المسؤول عن تسجيل الأحداث اليومية للملك.